# 網路媒體公司
網路媒體公司指的是主要業務為在網際網路上傳播資訊的公司。

## 定義
網路媒體公司可以不止單向進行傳播，也可進行網路社群服務、網路論壇、電子商務等相關傳播媒體事業。

## 例子
- Google
- 百度
- Yahoo

## 類型
有些大型科技公司會跨足網路媒體領域，相對的也有許多的一人公司。